# エンジョイエコカード
エンジョイエコカードは、大阪市高速電気軌道（Osaka Metro）と大阪シティバスが大阪市交通局時代より継続して発売している、同社の地下鉄・ニュートラム、大阪シティバスが一日乗り放題となり、一部の観光施設の入場料が割り引かれる磁気カード乗車券である。
本項では同じく大阪市交通局が発売していた共通一日乗車券、ノーマイカーフリーチケット及び新幹線のエクスプレス予約・スマートEX利用者向け、ならびに旅行者向けに発売しているOsaka Metro & Osaka City Bus Pass、ならびにOsaka Metroが「e Metro」アプリ・「スルッとQRtto」アプリで発売しているOsaka Metro・大阪シティバス 1日乗車券、Osaka Metro 26時間券、Osaka Metro 48時間券についてもここで述べる。

## 利用方法
発売場所で購入した時点では利用日は印字されておらず、利用期限も設定されていない。利用当日に初めて地下鉄・ニュートラムの自動改札機またはバス料金収納機のカード投入口に投入すると、表面に利用年月日が印字されて、当日限り有効となる。それ以後は、地下鉄・ニュートラムの場合は、乗車・下車するたびに、裏面に駅名と時刻が印字されていく（最初の乗車駅と時刻は、裏面には印字されない）。バスの乗車記録は印字されない。裏面の印字が一杯になってもそのまま使用できる（ただし、印字はされない）。
2024年6月17日から2025年1月18日にかけて、「e Metro」アプリおよび「スルッとQRtto」アプリでQRコード乗車券となる「Osaka Metro・大阪シティバス 1日乗車券」が発売されており、こちらはあらかじめ乗車日を指定して購入する。地下鉄・ニュートラムの自動改札機では表示されたQRコードを改札機に認証させて通過する。バスでは車内に掲示されているQRコードをアプリから読み取り、判定結果画面を運転士に提示して降車する。翌1月19日から10月13日までは大阪・関西万博開催に合わせて「Osaka Metro 26時間券」・「Osaka Metro 48時間券」が発売され、地下鉄・ニュートラムに限り利用が可能となる。有効期間が時間制となるため、最初の乗車前にアプリから使用開始設定をする必要がある。
「Osaka Metro & Osaka City Bus Pass」は磁気カード乗車券のものとQRコード乗車券の2種が存在し、利用方法は他の同種チケットに準じている。

## 利用可能区間
地下鉄（コスモスクエア駅 - 夢洲駅間を除く）・大阪シティバス（いまざとライナーを含む）・ニュートラム全線。ただし、定期観光バス・イケア鶴浜直行バス・ユニバーサル・スタジオ・ジャパン直行バス・空港リムジンバス・オンデマンドバスには利用できない。
「Osaka Metro 26時間券」・「Osaka Metro 48時間券」は夢洲駅を含む地下鉄・ニュートラム全線が利用可能であるが、大阪シティバスはいまざとライナー含めて利用できない。「Osaka Metro & Osaka City Bus Pass」は夢洲駅を含む地下鉄・ニュートラム全線および大阪シティバス双方が利用可能である。
相互直通運転している他社線（阪急電鉄、北大阪急行電鉄、近畿日本鉄道）の路線に跨って乗車する場合は、別途その区間の運賃を支払う必要がある。
地下鉄から他社線へ乗り越すときは、エンジョイエコカードで入場し、接続駅（天神橋筋六丁目駅、江坂駅、長田駅）から下車駅までの乗越運賃を精算するか、磁気乗車券（磁気回数券、磁気定期券等）を2枚重ねて自動改札機で出場する。他社線から地下鉄へ乗り通すときは、接続駅までの磁気乗車券で入場し、エンジョイエコカードと2枚重ねて出場する（エンジョイエコカードは他社線の駅では購入できないので、事前に準備しておく必要がある）。なお、PiTaPa、ICOCAなどICカード乗車券を併用して直通乗車することはできない（接続駅で一旦下車して改札を出場し、入場し直す必要がある）。QRコード乗車券の場合は、下車駅で画面を提示した上で精算することになる。

## 発売金額
大人は平日820円、土日祝日620円。小人は平日・土日祝日共通で310円（鉄道駅バリアフリー料金を含む）。大人土日祝日用、小人用なら、地下鉄4区(大人340円)又は5区(大人390円)の区間を単純に1往復乗車するだけで、元が取れる計算になる。「Osaka Metro 26時間券」は大人1,100円、「Osaka Metro 48時間券」は大人1,800円となる（小人は半額）。「Osaka Metro & Osaka City Bus Pass」は各チケットサイト経由で購入した場合は、1日券が大人1,200円、2日券が大人1,800円であり、エクスプレス予約・スマートEXの商品を利用して購入した場合は100円引きとなる（ただし磁気カードのみの発売）。
原則として、平日と土日祝日はカレンダーどおりに判断する。盆休みや年末年始など土休日ダイヤで運転する期間であっても、カレンダー上で平日なら、平日用のカードが必要である。ただし、平日でも大人土日祝日用が使用できる日が設定されることがある。2014年の年末以降は「エンジョイエコカード 年末年始おでかけキャンペーン」として、曜日にかかわらず年末年始の12月30日～1月3日に大人土日祝日用が使用可能とされている。

## 発売場所
- 地下鉄駅構内
  - 券売機（夢洲駅を除く）、定期券発売所、Osaka Metro案内カウンター（新大阪）、売店（ローソンSOL）
このうち、Osaka Metro & Osaka City Bus PassはOsaka Metro案内カウンター（新大阪）、定期券販売所のうち梅田・なんば・天王寺の3駅のみの発売となる[1]。購入時にエクスプレス予約・スマートEXで岐阜羽島以東もしくは岡山以西から新大阪まで利用した「EXご利用票」または「ご利用票兼領収書」の提示が必要（当日・前日・前々日の物のみ有効）。
- 「e Metro」アプリ、「スルッとQRtto」アプリでの販売は2025年1月18日で終了し、翌19日からは「Osaka Metro 26時間券」・「Osaka Metro 48時間券」が販売されている。
- 大阪シティバス（車内、営業所等）での販売は2021年5月末をもって全て終了した。

## カードデザイン
駅窓口で発売されているもの（常備券）は、エンジョイエコカード専用の券面デザインで、大人平日用と小人用は緑色、大人土日祝日用は赤色をベースとした多色刷りである。カードには猫をモチーフにした、大阪市交通局のキャラクター「にゃんばろう」が描かれていたが、2018年4月1日からの民営化により券面デザインが変更され、ニュートラム・地下鉄・バスのデザインに変わった。2025年1月19日の夢洲駅開業に伴い券面デザインが一部変更され、「夢洲駅では乗降できません」の文字が追加された。以前はバス車内でも発売されていたが、2021年3月28日をもって終了したため、あらかじめ地下鉄駅などで購入しておく必要がある。
券売機で発行されるものは、回数カード（2024年3月22日で発売終了）と共通の淡黄色の単色刷りカードで、発券時に「1日乗車券エンジョイエコカード」（大人土日祝日用は、それに加えて「土日祝」）と印字される。
なお、券売機では、エンジョイエコカードの発売が開始された2011年10月1日以降も、前身の共通一日乗車券・ノーマイカーフリーチケット（いずれも後述）時代からの旧デザインカード（水色）の在庫を引き続き使用して発券していた。2012年3月初めごろに旧カードの在庫がなくなり、新デザインカード（淡黄色）に切り替わった。このカードにも「にゃんばろう」が描かれていた。こちらも民営化により券面デザインが変更され、色は淡黄色のままだが、券面から「にゃんばろう」が削除された。
Osaka Metro & Osaka City Bus Passは専用デザインになり、1日券はエクスプレス予約・スマートEX利用者が購入した場合は青い券面に「Osaka Metro 1DAY PASS」の文字と新幹線のシルエットが描かれており、それ以外は青と白の券面に「Osaka Metro 1day pass」の文字が書かれている。2日券は緑と白の券面に「Osaka Metro 2day pass」の文字が書かれている。右上にはエンジョイエコカード同様割引施設対応である旨が書かれている。

## 料金割引施設
カードを以下の施設で提示すると、入場料金等が割り引かれる。ただし、カードに印字されている利用日当日中に限る（未使用のカードや、前日までの利用日が印字されたカードは不可）。

### 大阪市西部
- 海遊館
- 大阪府咲洲庁舎展望台
- キャプテンライン
- 観光船サンタマリア

### 大阪市南部
- 大阪市立自然史博物館
- あべのアポロシネマ

## 沿革
大阪市の「集客都市づくり」プロジェクトの一環として市営交通の利用促進を図るため、1984年7月、「共通一日乗車券」として発売された。前述のとおり地下鉄、バス、ニュートラムが一日乗り放題になる。カードのデザインは何度か変更されたが、共通一日乗車券発売終了前の2011年9月時点では同局の旧キャラクターである「レインボーファミリー」が描かれていた。
1990年4月には毎月20日のノーマイカーデー（20日が日曜・祝日の場合はその日以降の土曜を含む最初の平日）に使用できる「ノーマイカーデーフリーチケット」が発売された。料金は大人600円で共通一日乗車券より安く設定された。カードのデザインは共通一日乗車券とは少し違っていた。1997年7月から「ノーマイカーフリーチケット」と改称し毎週金曜日にも利用可能日が拡大された。他にも臨時で利用可能日が設定されることもあった。
両カードとも、購入した時点では利用日が印字されておらず、自動改札機やカードリーダーに通した時に初めて利用日が印字される。このため、必要に応じて買い置きもできた。
バス車内でも発売していた。1990年11月1日からは、当時発売していた乗車券引き換え専用のプリペイドカード「タウンカード」と同サイズとなり、地下鉄全駅の自動券売機でも購入できるようになって、自動改札機にも通せるようになった。自動券売機でも発売を開始した当初は、利用日が直接印字されていた。
2008年12月29日に偽造レインボーカードの使用が発覚したため、2009年1月末をもってレインボーカードを含むスルッとKANSAI対応カードで自動券売機での「共通一日乗車券」および「ノーマイカーフリーチケット」への引き換えができなくなった。
2009年12月31日より2010年1月1日（金曜日）にかけて行われた終夜運転でのノーマイカーフリーチケットの利用は1月1日午前3時からとなった（事実上3時までは12月31日としての扱いとなり使用不可だった）。
2011年2月は「まいど！にち おおきにキャンペーン」として、2月中の土曜日および日曜日もノーマイカーフリーチケット利用可能となっていた（21日も通常通り適用日となった）。
2011年9月30日をもって共通一日乗車券とノーマイカーフリーチケットは発売終了となり、翌10月1日からは後継として「エンジョイエコカード」が発売された。発売終了時点で、共通一日乗車券は大人850円、小人430円。ノーマイカーフリーチケットは大人600円、小人用は設定がなかった。
2011年9月30日までに購入した未使用の共通一日乗車券とノーマイカーフリーチケットは無手数料での払い戻しを行っている。ただし、ノーマイカーフリーチケット(600円)に限り、エンジョイエコカード大人土日祝日用(600円)とみなして、そのまま利用できる。
2018年4月1日に大阪市交通局の市営地下鉄事業を大阪市高速電気軌道（Osaka Metro）に、バス事業を大阪シティバスに運営譲渡後は、エンジョイエコカードはOsaka Metroと大阪シティバスが共同で発行する形となった。利用可能区間はOsaka Metroについては従来通り地下鉄・ニュートラム全線で利用可能であるが、大阪シティバスについては旧大阪市営バスからの移管路線のみ利用可能となり、大阪シティバスが路線を開設した、USJ直行バス、IKEA⇔梅田・大正 Express、IKEA⇔なんば Express、空港リムジンバス、オンデマンドバスは従来通り利用出来ない。
2025年1月19日に中央線夢洲駅 - コスモスクエア駅間が開業したが、同区間は加算運賃が適用される関係で利用できない。なお、エクスプレス予約・スマートEX向けに発売されていた「Osaka Metro 1日乗車券」は、同日より夢洲駅も乗降可能な「Osaka Metro & Osaka City Bus Pass」に切り替えられた。